# Urho Sirén
Urho Valter Sirén (17 de junho de 1932 — 27 de novembro de 2002) foi um ciclista olímpico finlandês. Representou sua nação nos Jogos Olímpicos de Verão de 1952, na prova de perseguição por equipes (4,000 m).